# Powiat de Legnica
Le powiat de Legnica (en polonais : powiat legnicki) est un powiat de la voïvodie de Basse-Silésie, dans le sud-ouest de la Pologne.

## Division administrative
Le powiat comprend 8 communes :
- Commune urbaine : Chojnów
- Commune urbaine-rurale : Prochowice
- Communes rurales : Chojnów, Krotoszyce, Kunice, Legnickie Pole, Miłkowice, Ruja